# Solygia sulcatifrons
Solygia sulcatifrons es una especie de mantis de la familia Mantidae. Es el único miembro del género monotípico Solygia.

## Distribución geográfica
Se encuentra en Burkina Faso, Guinea, Camerún, Senegal y Togo